# شانينا شايك
شايك شانينا (بالإنجليزية: Shanina Shaik) (من مواليد 11 فبراير 1991) هي عارضة ازياء أسترالية من أم لتوانية وأب من أصل باكستاني.

## روابط خارجية
- شانينا شايك على موقع IMDb (الإنجليزية)
- شانينا شايك على موقع قاعدة بيانات الفيلم (الإنجليزية)
- شانينا شايك على موقع دليل عارضات الأزياء (الإنجليزية)